# Hydraena nigrita
Hydraena nigrita är en skalbaggsart som beskrevs av Ernst Friedrich Germar 1824. Hydraena nigrita ingår i släktet Hydraena och familjen vattenbrynsbaggar. Enligt den svenska rödlistan är arten nära hotad i Sverige. Arten förekommer i Götaland. Artens livsmiljö är sjöar och vattendrag. Inga underarter finns listade i Catalogue of Life.